# Runristare

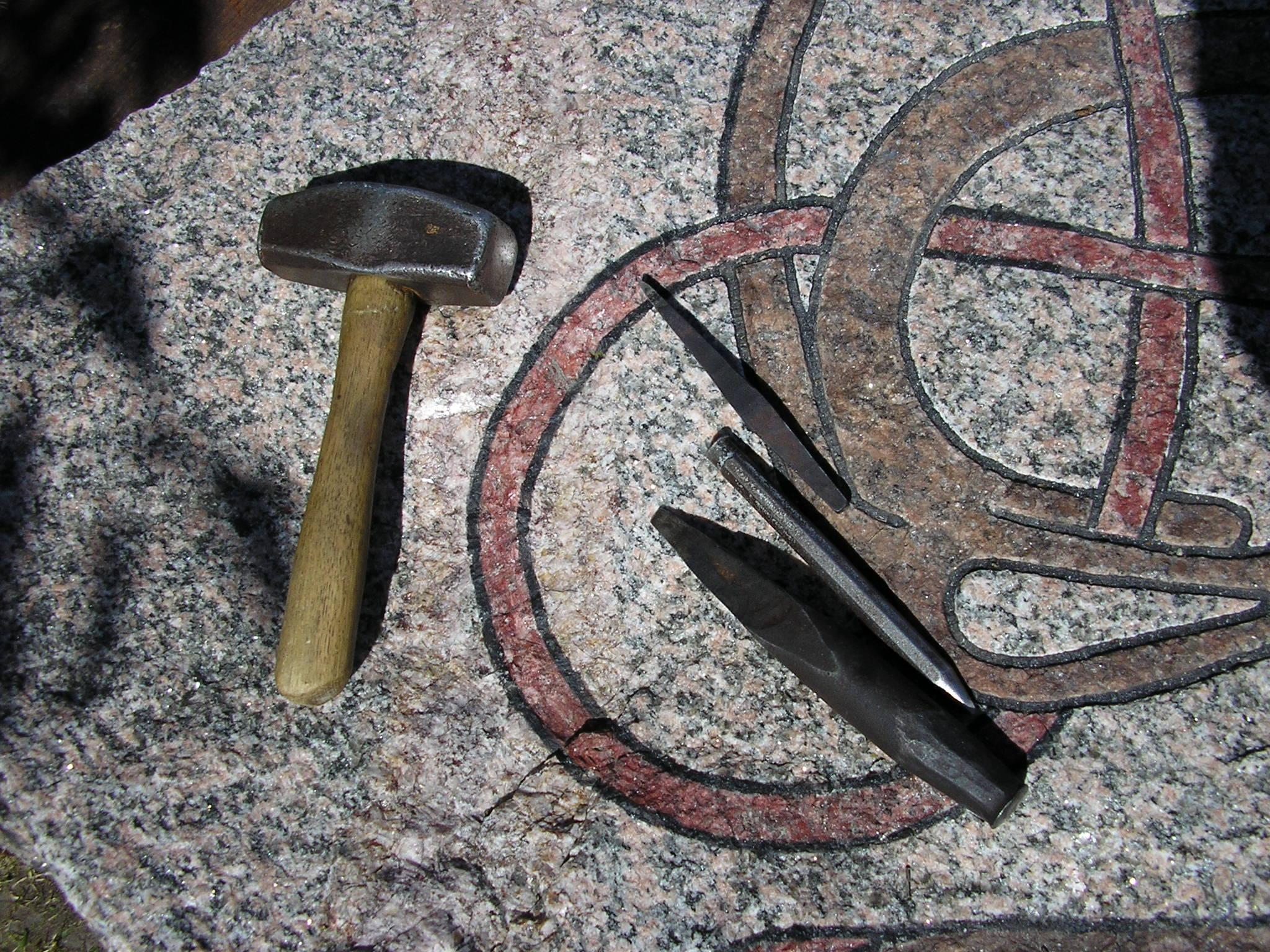
En runristares verktyg.

Runristare kallas den hantverkare som utför runinskrifter. Merparten av de runristarnamn vi känner till hör hemma i Mälardalslandskapen. Dels beror detta på områdets höga antal runinskrifter och dels beror det på en hög andel signerade sådana. Nära 25 procent av de uppländska inskrifterna är signerade medan motsvarande siffra för till exempel Småland och Västergötland är 2 à 3 procent.
Huggspårsanalyser har visat, att välkända ristare, som Öpir och Fot, inte var en enda person utan omfattade en hel grupp med ristare som arbetade tillsammans i varierande konstellationer. Å andra sidan, för de ristare med begränsat antal ristningar, som Torbjörn, hade ristningar på just runstenar endast utgjort en (liten) del av runristarnas verksamhet som hade fler aktiviteter (som minnesupptecknare, förbedjare eller skrivare). Enligt modern tolkning fanns minst tre ristare i Torbjörn-gruppen, som utförde stenhuggningsarbete.
För att kunna fastställa vem som skapat en ristning så kan följande fem egenskaper jämföras enligt äldre forskare: ornamentik, huggningsteknik, runoformer, skrivning (ortografi) och textens formulering. Nyare forskning tillägger ytterligare variabler som valet av material och petrografi (stenens härkomst), ristningsytans storlek, runornas storlek och ristningens längd. Ornamentik ersätts med design (mönsteruppläggning). Samtidigt frånkänns runoformer och skrivning till viss del sin betydelse inom typologin.

## Kronologisk lista
En förteckning över några kända runristare följer nedan. Annan datering har även föreslagits där Åsmund och Visäte fått en senare datering.
- 1000-talets början: Fastegn
- 1000-talets början: Ulv i Borresta
- 1010–1050: Balle
- 1020–1050: Åsmund Kåresson
- 1030–1040: Livsten
- 1050– : Fot
- 1060– : Visäte
- 1070–1110: Öpir